# Nicolae Georgescu
Nicolae Georgescu (* 1. Januar 1936 in Câmpina, Kreis Prahova; † 22. August 1983) war ein rumänischer Fußballspieler. Er bestritt insgesamt 211 Spiele in der höchsten rumänischen Fußballliga, der Divizia A.

## Karriere
Nicolae Georgescu begann mit dem Fußballspielen in seiner Heimatstadt Câmpina bei Rafinăria Câmpina. Zu Beginn der Saison 1954 wechselte er in die zweithöchste rumänische Fußballliga, die Divizia B, zu Voința Bukarest. Ein Jahr später schloss er sich dem Lokalrivalen Progresul CPCS Bukarest an, ehe er zu Beginn der Saison 1956 die Möglichkeit erhielt, zu Locomotiva Bukarest (später Rapid Bukarest) in die Divizia A zu wechseln. Dort kam er am 25. März 1956 zu seinem Debüt.
Georgescu blieb elf Spielzeiten bei Rapid und konnte in dieser Zeit zweimal das Pokalfinale erreichen und dreimal die Vizemeisterschaft erringen. Den größten Erfolg seiner Zeit bei Rapid stellte aber die Meisterschaft 1967 dar, wozu er selbst lediglich sechs Einsätze beigetragen hatte. Er verließ den Verein unmittelbar nach diesem Erfolg und ging zu Rapid CF Bukarest in die Divizia C. Ein Jahr später kehrte er in seine Heimatstadt zurück und beendete nach zwei Jahren bei Poiana Câmpina in der Divizia B seine Laufbahn.

## Nationalmannschaft
Zwischen 1955 und 1965 kam Georgescu auf 18 Einsätze in der rumänischen Nationalmannschaft und erzielte dabei neun Tore. Seinen Einstand hatte er am 29. Mai 1955 gegen Polen.

## Erfolge
- Rumänischer Meister: 1967
- Rumänischer Vizemeister: 1964, 1965, 1966
- Rumänischer Pokalfinalist: 1961, 1962